# Замосточье (Минский район)
Замосто́чье (бел. Замасточча) — агрогородок в составе Луговослободского сельсовета Минского района Минской области Республики Беларусь. Агрогородок расположен в 20 км от Минска.

## История
Aгрогородок Замосточьe Луговослободского сельсовета впервые упоминается в документах середины XVII века как владение Г. Комара. В XVIII веке Замосточье перешло в собственность князей Друцких-Горских, а в 1800 году владельцем стал помещик Прушинский.
В 2009 году деревня Замосточье преобразована в агрогородок. 

## Инфраструктура
- Средняя школа
- Дом культуры
- Амбулатория
- Отделение почтовой связи

## Транспортная система
Доступны следующие виды общественного транспорта:
- автобус
- маршрутное такси